# Guzmania
Guzmania este un gen gen de peste 120 de specii de plante angiosperme din familia Bromeliaceae, subfamilia Tillandsioideae. Acestea sunt de obicei fără peduncul, veșnic verzi, epifite native din Florida, America Centrală, și nord-vestul Americii de Sud.  Planta poate fi întâlnită până la altitudinea de 3500 m în Pădurea Amazoniană Andină.
Numele genului provine de la Anastasio Guzman, un farmacist și naturalist spaniol.

## Specii
| - Guzmania acorifolia (Grisebach) Mez - Guzmania acuminata L.B. Smith - Guzmania acutispica E. Gross - Guzmania aequatorialis L.B. Smith - Guzmania albescens H. Luther & Determann - Guzmania alborosea H. Luther - Guzmania alcantareoides H. Luther - Guzmania alliodora E. Gross - Guzmania altsonii L.B. Smith - Guzmania × amoena H. Luther - Guzmania amplectens L.B. Smith - Guzmania andreana (E. Morren) Mez - Guzmania andreettae Rauh - Guzmania angustifolia (Baker) Wittmack - var. nivea L.B. Smith - Guzmania apiculata L.B. Smith - Guzmania armeniaca H. Luther - Guzmania asplundii L.B. Smith - Guzmania atrocastanea H. Luther - Guzmania attenuata L.B. Smith & R.W. Read - Guzmania bakeri (Wittmack) Mez - Guzmania barbiei Rauh - Guzmania bergii H. Luther - Guzmania berteroniana (Schultes f.) Mez - Guzmania besseae H. Luther - Guzmania betancurii H. Luther - Guzmania bicolor L.B. Smith - Guzmania bipartita L.B. Smith - Guzmania bismarckii Rauh - Guzmania blassii Rauh - Guzmania brackeana Manzanares - Guzmania bracteosa (André) André ex Mez - Guzmania brasiliensis Ule - Guzmania breviscapa H. Luther - Guzmania brevispatha Mez - Guzmania butcheri Rauh - Guzmania cabrerae Gilmartin - Guzmania calamifolia André ex Mez - var. rosacea J.R. Grant - Guzmania calothyrsus Mez - Guzmania candelabrum (André) André ex Mez - Guzmania caricifolia (André ex Baker) L.B. Smith - Guzmania cerrohoyaensis H. Luther - Guzmania cinnabarina H. Luther & K. Norton - Guzmania circinnata Rauh - Guzmania claviformis H. Luther - Guzmania compacta Mez - Guzmania condensata Mez & Wercklé - Guzmania condorensis H. Luther - Guzmania confinis L.B. Smith - Guzmania confusa L.B. Smith - Guzmania conglomerata H. Luther - Guzmania conifera (André) André ex Mez - Guzmania coriostachya (Grisebach) Mez - Guzmania corniculata H. Luther - Guzmania cuatrecasasii L.B. Smith - Guzmania cuzcoensis L.B. Smith - Guzmania cylindrica L.B. Smith - Guzmania dalstroemii H. Luther - Guzmania danielii L.B. Smith - Guzmania darienensis H. Luther - Guzmania delicatula L.B. Smith - Guzmania densiflora Mez - Guzmania desautelsii L.B. Smith & R.W. Read - Guzmania devansayana E. Morren - Guzmania diazii H. Luther - Guzmania diffusa L.B. Smith - Guzmania dissitiflora (André) L.B. Smith - Guzmania donnell-smithii Mez ex Donnell Smith - Guzmania dudleyi L.B. Smith - Guzmania dussii Mez - Guzmania ecuadorensis Gilmartin - Guzmania eduardii André ex Mez - Guzmania ekmanii (Harms) Harms ex Mez - Guzmania elvallensis H. Luther - Guzmania erythrolepis Brongniart ex Planchon - Guzmania farciminiformis H. Luther - Guzmania fawcettii Mez - Guzmania filiorum L.B. Smith - Guzmania flagellata S. Pierce & J.R. Grant - Guzmania foetida Rauh - Guzmania formosa H. Luther - Guzmania fosteriana L.B. Smith - Guzmania fuerstenbergiana (Kirchoff & Wittmack) Wittmack - Guzmania fuquae H. Luther & Determann - Guzmania garciaensis Rauh - Guzmania glaucophylla Rauh - Guzmania globosa L.B. Smith - Guzmania glomerata Mez & Wercklé - Guzmania gloriosa (André) André ex Mez - Guzmania goudotiana Mez - Guzmania gracilior (André) Mez - Guzmania gracilis H. Luther - Guzmania graminifolia (André ex Baker) L.B. Smith - Guzmania harlingii H. Luther - Guzmania hedychioides L.B. Smith - Guzmania henniae H. Luther - Guzmania herrerae H. Luther & W.J. Kress - Guzmania hirtzii H. Luther - Guzmania hitchcockiana L.B. Smith - Guzmania hollinensis H. Luther - Guzmania inexpectata H. Luther - Guzmania izkoi Manzanares & W. Till - Guzmania jaramilloi H. Luther - Guzmania kalbreyeri (Baker) L.B. Smith - Guzmania kareniae H. Luther & K. Norton - Guzmania kentii H. Luther - Guzmania killipiana L.B. Smith - Guzmania kraenzliniana Wittmack - Guzmania kressii H. Luther & K. Norton - Guzmania laeta H. Luther - Guzmania lehmanniana (Wittmack) Mez - Guzmania lemeana Manzanares - Guzmania lepidota (André) André ex Mez - Guzmania lindenii (André) André ex Mez - var. concolor Rauh | - Guzmania lingulata (Linnaeus) Mez - var. cardinalis (André) André ex Mez - var. minor (Mez) L.B. Smith & Pittendrigh - var. flammea (L.B. Smith) L.B. Smith - var. concolor Proctor & Cedeño-Maldonado - Guzmania × litaensis H. Luther - Guzmania longibracteata Betancur & Salinas - Guzmania longipetala (Baker) Mez - Guzmania loraxiana J.R. Grant - Guzmania lychnis L.B. Smith - Guzmania macropoda L.B. Smith - Guzmania madisonii H. Luther - Guzmania manzanaresiorum H. Luther - Guzmania marantoidea (Rusby) H. Luther - Guzmania megastachya (Baker) Mez - Guzmania melinonis Regel - Guzmania membranacea L.B. Smith & Steyermark - Guzmania mitis L.B. Smith - Guzmania monostachia (Linnaeus) Rusby ex Mez - var. variegata hortus ex Nash - var. alba Ariza-Julia - Guzmania morreniana (Linden hortus) Mez - Guzmania mosquerae (Wittmack) Mez - Guzmania mucronata (Grisebach) Mez - Guzmania multiflora (André) André ex Mez - Guzmania musaica (Linden & André) Mez - var. zebrina Cutak - var. concolor L.B. Smith - var. discolor H. Luther - var. rosea H. Luther - Guzmania nicaraguensis Mez & Baker ex Mez - Guzmania nidularioides L.B. Smith & R.W. Read - Guzmania nubicola L.B. Smith - Guzmania nubigena L.B. Smith - Guzmania obtusiloba L.B. Smith - Guzmania oligantha Lozano - Guzmania osyana (E. Morren) Mez - Guzmania pallida L.B. Smith - Guzmania palustris (Wittmack) Mez - Guzmania paniculata Mez - Guzmania pattersonae Manzanares - Guzmania patula Mez & Wercklé - Guzmania pearcei (Baker) L.B. Smith - Guzmania pennellii L.B. Smith - Guzmania plicatifolia L.B. Smith - Guzmania plumieri (Grisebach) Mez - Guzmania polycephala Mez & Wercklé ex Mez - Guzmania poortmanii (André) André ex Mez - Guzmania pseudospectabilis H. Luther - Guzmania pungens L.B. Smith - Guzmania puyoensis Rauh - Guzmania radiata L.B. Smith - Guzmania rauhiana H. Luther - Guzmania regalis H. Luther - Guzmania remediosensis E. Gross - Guzmania remyi L.B. Smith - Guzmania retusa L.B. Smith - Guzmania rhonhofiana Harms - var. rhonhofiana - forma variegata H. Luther - Guzmania roezlii (E. Morren) Mez - Guzmania rosea L.B. Smith - Guzmania roseiflora Rauh - Guzmania rubrolutea Rauh - Guzmania rugosa L.B. Smith & R.W. Read - Guzmania sanguinea (André) André ex Mez - var. brevipedicellata Gilmartin - var. comosa H. Luther - Guzmania scandens H. Luther & W.J. Kress - Guzmania scherzeriana Mez - Guzmania septata L.B. Smith - Guzmania sibundoyorum L.B. Smith - Guzmania sieffiana H. Luther - Guzmania skotakii H. Luther - Guzmania sneidernii L.B. Smith - Guzmania spectabilis (Mez & Wercklé) J. Utley - Guzmania sphaeroidea (André) André ex Mez - Guzmania sprucei (André) L.B. Smith - Guzmania squarrosa (Mez & Sodiro) L.B. Smith & Pittendrigh - Guzmania stenostachya L.B. Smith - Guzmania steyermarkii L.B. Smith - Guzmania straminea (K. Koch) Mez - Guzmania striata L.B. Smith - Guzmania stricta L.B. Smith - Guzmania strobilantha (Ruiz & Pavón) Mez - Guzmania subcorymbosa L.B. Smith - Guzmania tarapotina Ule - Guzmania tenuifolia (H. Luther) Betancur & Salinas - Guzmania terrestris L.B. Smith & Steyermark - Guzmania testudinis L.B. Smith & R.W. Read - var. splendida H. Luther - Guzmania teucamae H. Luther & K. Norton - Guzmania teuscheri L.B. Smith - Guzmania triangularis L.B. Smith - Guzmania undulatobracteata (Rauh) Rauh - Guzmania vanvolxemii (André) André ex Mez - Guzmania variegata L.B. Smith - Guzmania ventricosa (Grisebach) Mez - Guzmania verecunda L.B. Smith - Guzmania victoriae Rauh - Guzmania virescens (Hooker) Mez - Guzmania viridiflora E. Gross - Guzmania vittata (Martius ex Schultes f.) Mez - Guzmania weberbaueri Mez - Guzmania wittmackii (André) André ex Mez - Guzmania xanthobractea Gilmartin - Guzmania xipholepis L.B. Smith - Guzmania zahnii (Hooker f.) Mez - var. longiscapa Rauh - Guzmania zakii H. Luther |